# 碘化钡
碘化鋇（英文：Barium iodide）是分子式為BaI2的無機化合物，為白色固體。分兩種型態，一種是水合物，另一種是無水物，都是白色的固體，无水物可由含水碘化鋇加熱得到。

## 制备
碘化钡可以由氢碘酸和碳酸钡反应而成：
{\displaystyle \mathrm {BaCO_{3}+2\ HI\longrightarrow BaI_{2}\ +H_{2}O+CO_{2}\uparrow } }
它也可以由氢氧化钡、碘和还原剂（如磷或亚硫酸）反应而成。
氢化钡和碘化铵在吡啶中反应，也能获得碘化钡：
{\displaystyle \mathrm {BaH_{2}+2\ NH_{4}I\longrightarrow BaI_{2}+2\ NH_{3}+2H_{2}} }

## 结构
无水碘化钡的结构类似氯化铅 和 BaCl2。

## 反应
无水 BaI2 可以由金属钡和1,2-二碘乙烷在乙醚里反应而成。
BaI2 会和烷基钾反应，形成有机钡化合物。
BaI2 可以被联苯基锂还原，形成高活性的钡金属。

## 危险性
类似其它可溶钡盐，碘化钡有毒。